# Talaromyces subinflatus
Talaromyces subinflatus är en svampart som beskrevs av Yaguchi & Udagawa 1993. Talaromyces subinflatus ingår i släktet Talaromyces och familjen Trichocomaceae.   Inga underarter finns listade i Catalogue of Life.